# Ворожцов, Матвей Иванович
Матве́й Ива́нович Ворожцо́в (псевдоним — Анато́лий; 5 августа (18 августа) 1889 — 14 февраля 1922) — революционер, видный представитель большевистской партии, руководитель партизанского движения на Алтае. Во время гражданской войны командовал 1-й Чумышской партизанской дивизией.

## Биография
Матвей Ворожцов родился 5 (18) августа 1889 года в пос. Кочуровском Орловского уезда Вятской губернии. Об отце известно, что он был печником. В 1901 году вместе с родителями переехал в Томск. Здесь работал учеником маляра, а позже столяром. В 1905 году Матвей Иванович участвовал в общегородской забастовке. В 1914 был мобилизован в армию, служил рядовым в 18 Сибирском стрелковом полку, а затем учился в Московской авиационной школе, после окончания которой остается на ремонте самолетов.
В 1917 году Ворожцов — участник октябрьских боёв в Москве против сторонников Временного правительства. По возвращении в Томск избран начальником районного штаба Красной гвардии, членом правления профсоюза строительных рабочих. В январе 1918 году Ворожцов вступает в партию большевиков, стал членом Томского Совета рабочих и солдатских депутатов. Весной в городе возникла угроза контрреволюционного мятежа, в связи с чем был создан военно-революционный штаб. Красная гвардия Томска под руководством недавно назначенного комиссаром Ворожцова активно вела борьбу с белогвардейцами. Вскоре после того, как 31 мая белочехи заняли город, Ворожцов уходит в подполье, становится «Анатолием».

### Подпольная деятельность
В июле 1918 г. Анатолий уезжает в Барнаул, устраивается столяром в Главных железнодорожных мастерских. Встав во главе воссозданной им в сентябре 1918 года городской парторганизации, начал готовить вооруженное восстание.
В июне 1919 во главе группы, состоящей из восьми рабочих и семнадцати солдат, Анатолий отправился в Причумышье, в отряд Григория Фёдоровича Рогова. На него возлагалась задача обеспечить большевистское руководство партизанским движением на Алтае, ограничить влияние анархистов и эсеров. В отряде Ворожцов пытался привлечь на сторону большевиков Рогова, на которого влиял анархист Новоселов. Однако успехов он не добился. Накануне III съезда Советов Причернского края (6 декабря 1919) произошёл окончательный разрыв между Анатолием и Роговым. Отряд разделился, одна его часть, около 2 тысяч человек, осталась с Роговым и ушла на Кузнецк. Остальные создали 1-ю Чумышскую Советскую партизанскую дивизию во главе с Ворожцовым, в которую вскоре влились отряды Ивана Громова.

### Битва с белогвардейцами
В декабре у 1-й Чумышской дивизии появилась главная задача: преградить дорогу колчаковцам из Барнаула на север и на восток. Для этого дивизия перерезала железную дорогу Барнаул—Новониколаевск. Ворожцов приказал занять посёлок Тальменка. Вечером 9 декабря белые оставили Барнаул, надеясь добраться до Новониколаевска. Битва произошла 10 декабря. Дальше существует две версии развития событий.

#### Версия Красной армии
В посёлке Тальменка бежавшие по железной дороге в сторону Новониколаевска белые войска попали в засаду, подготовленную красными партизанами. Чтобы преградить отступавшим путь, Ворожцов приказал разрушить железную дорогу. Не имея другого выхода, белая армия дала сражение. Бой продолжался около суток. Красные партизаны одержали победу, овладели Усть-Тальменской, захватили богатые трофеи: два бронепоезда, тринадцать орудий, сотни вагонов с продовольствием и военным имуществом. Отступая, белая армия ступила на неокрепший лёд реки Чумыш. Когда пушки дошли до середины реки, лёд не выдержал. Тонули люди, кони, снаряжение. Лишь небольшие отряды белогвардейцев прорвались через заслоны красных партизан, преодолели реку и ушли на восток.

#### Версия белой армии
Отступая от Барнаула для того, чтобы избежать окружения, в районе Усть-Тальменской белые встретили красных партизан и вступили в бой. Они использовали батарею орудий, погруженную на поезд, чтобы отбить первую волну нападения и поддержать собственные действия. Орудия так и оставались весь бой на платформе поезда и стреляли оттуда же: их просто не успели снять. Хорошим обзорным пунктом стала водонапорная башня, которая и сейчас возвышается в Усть-Тальменской. Таким образом, барнаульцы отбили красных партизан от Тальменки и очистили себе путь. От пленных они узнали, что Новониколаевск захвачен.
12 декабря 1-я Чумышская партизанская дивизия вошла в состав 312-го полка Рабоче-Крестьянской Красной Армии.

### После битвы под Тальменкой
Матвей Ворожцов участвовал в жестоком подавлении мятежей Рогова, Плотникова (1920), Сорокинского восстания (1921). Злоупотреблял самочинными арестами, расстрелами повстанцев. Избирался членом губкома РКП(б), Барнаульского горсовета, был делегатом VIII и IX Всероссийских съездов Советов.
Возвращаясь с последнего съезда, Ворожцов заболел тифом и умер 14 февраля 1922 года. В тот же день собралось срочное заседание президиума губисполкома, постановившее переименовать Павловскую улицу, где жил покойный, в улицу Анатолия.
Именем Анатолия названы железнодорожный разъезд в Тягунском сельсовете Заринского района Алтайского края, улицы в Барнауле и Новоалтайске.

## Комментарии
1. ↑  Деревня Кучуровщина (Кочуры, Кочуровский, Кочуровщина) в последующем входила в состав Кодинского, Кожинского сельсоветов Советского района Кировской области; упразднена 1.7.2004[2].